# Галактична імперія (цикл творів)
Галактична імперія (Тренторіанська імперія) — науково-фантастична серія Айзека Азімова з трьох ранніх романів та одного оповідання.  Основним сюжетом книг є становлення Галактичної імперії.
Часове розташування серії:  між романом «Роботи та Імперія» та циклом творів «Фундація».

## Хронологія
З точки зору внутрішньої хронології порядок творів:
- Зорі немов пил (1951)
- Космічні течії (1952)
- Камінець у небі (1950)
- Глухий кут (1945) (оповідання).

## Розвиток і теми
Події відбуваються в тому ж всесвіті, що і в започаткованому в 1942 році циклі творів «Фундація». Сюжети творів не є пов'язаними, але спільним є становлення Галактичної імперії, та деякі технологічні аспекти (бластери, нейронні батоги, гіпердрайви) і локації (наприклад планета Трентор). 
Пізніше було встановлено ще один зв’язок із романом «Роботи та Імперія», де Азімов розкрив, як Земля стала радіоактивною, про що згадується у всіх трьох романах. Деякі джерела доповнюють цей аргумент, стверджуючи, що «дії в «Зорі немов пил» відбуваються приблизно через тисячу років після подій романа «Роботи та Імперія»». Крім того, календар, який використовується на космічних кораблях у «Зорі немов пил», той самий, з яким косміти (або спейсери) знайомлять Іллю Бейлі у романі «Роботи світанку».
Оповідання «Глухий кут» — єдине оповідання у всесвіті Фундації, в якому проявляється інтелект нелюдського походження; «Фундація та Земля» має нелюдський розум (Солярію та Гею), але вони походять від людей або створені ними.
Пізніше Азімов включив їх у свою всеосяжну серію «Фундація». Щоб пояснити, чому роботи із серії Роботів майже повністю відсутні в романах про Галактичну Імперію, потрібно було трохи виправитися. Насправді це пов’язано з тим, що Азімов написав оригінальні оповідання «Робот» і «Фундація» як окремі серії.

## Історія видання
Три книги цієї серії «Імперія», вперше опубліковані між 1950 і 1952 роками, є трьома першими романами Азімова, опублікованими під його власним ім’ям («Девід Старр, Космічний рейнджер» був опублікований раніше, ніж Космічні течії, але був опублікований під псевдонімом «Пол Френч», і «Фундація» були збірками пов’язаних оповідань, а не суцільними романами).
Камінець у небі спочатку був написаний влітку 1947 року під назвою «Старіти зі мною» (англ. "Grow Old with Me") для американського науково-фантастичного журналу Startling Stories, редактор якоїзвернувся до Азімова з проханням написати для журналу короткий роман на сорок тисяч слів. Назва була неточним цитуванням Роберта Браунінга, перші кілька рядків якого були включені в роман. Рукопис було відхилино Startling Stories на тій підставі, що наголос журналу був більше на пригодах, ніж на науковій фантастиці (незважаючи на те, що редактор запросив Азімова написати останнє як експеримент для журналу). У 1949 році редактор Doubleday Уолтер І. Бредбері прийняв оповідання за пропозицією Фредеріка Пола за умови, що воно буде розширено до сімдесяти тисяч слів і змінено назву на щось більше орієнтоване на наукову фантастику; вона була опублікована в січні 1950 року під назвою «Камінець у небі» (англ. Pebble in the Sky). Пізніше «Старіти зі мною»» було опубліковано в оригінальній формі разом з іншими чернетками оповідань у «Альтернативних Азімових» у 1986 році .
«Зорі немов пил» спочатку виходили в серіалі під назвою «Тіранн» у Науковій фантастиці Галактики з січня по березень 1951 року, а пізніше того ж року видавництво Doubleday опублікувало його як роман. Перше видання в м'якій обкладинці було подвійним романом видавництва Ace Books разом із «Земля, що збожеволіла» Роджера Ді. Для цього видання «Зорі немов пил» було перейменовано на «Бунтівні зірки» (англ. The Rebellious Stars) без згоди Азімова. Роман був перевиданий разом із трилогією «Фундація», «Оголене сонце» та «Я, робот» у твердій палітурці вибраних творів у 1982 році у видавництві Littlehampton Book Services.
Космічні течії спочатку виходив у серії в Astounding Science Fiction з жовтня по грудень 1952 року, а потім був опублікований Doubleday як роман того ж року.
Книги кілька разів перевидавалися як трилогія (а також багато разів окремо): у 1986 році видавництвом Ballantine Books як «Galactic Empire Novel[s]», у 1992 році видавництвом Spectra як «The Empire Novels» і в 2010 разом з «Кінець Вічності» від Orb Books у друкованому виданні та виданні для Kindle. 
Після публікації третього роману «Космічні течії» в 1952 році всі три романи (єдині романи Азімова, опубліковані на той час) були зібрані в омнібус під назвою «Трикутник». У 2002 році вони були перевидані як єдиний том «Імперські романи» Книжковим клубом наукової фантастики.
Глухий кут вийшов раніше жодного з романів; написаний у 1944 році, він був прийнятий Джоном У. Кемпбеллом пізніше того ж року та опублікований у Astounding Science Fiction у березні 1945 року. Він був антологізований Ґроффом Конкліном у книзі «Найкраще з наукової фантастики», першій з перевиданих оповідань Азімова, а згодом увійшов до «Ранній Азімов» (у 1972 році разом із дуже короткою історією його походження), «Хроніки Азімова» в 1989 та у другому томі The Complete Stories у 1992 році. Його ніколи не публікували разом із романами, оскільки він пов’язаний лише з тим, що відбувається під час Галактичної Імперії, після історій про Роботів і до серії «Фундація». 